# Bill Dickens
Pour les articles homonymes, voir Dickens.
Bill Dickens est un bassiste américain de fusion, soul et funk.

## Biographie
Au cours de sa carrière, Dickens a notamment joué avec Pat Metheny, George Michael, Joe Zawinul, Janet Jackson, Grover Washington, Jr., Chaka Khan, Mary J. Blige, Freddie Hubbard, Al Di Meola, Dennis Chambers, Steve Morse, Randy Newman et The Hooters,. Il écrit In Case You Forgot pour Aretha Franklin.
Il participe à l'enregistrement de trois albums de Ramsey Lewis : Les Fleurs, A Classic Encounter et Urban Renewal.
Dickens se distingue par une grande habileté et vélocité dans des techniques comme le slap.

## Publications
- Bass Beyond Limits: Advanced Solo and Groove Concepts, Alfred Publishing Co., Inc., 1998,  (ISBN 076926493X)
- Funk Bass and Beyond, Alfred Publishing Co., Inc., 2003,  (ISBN 0757916899)

## Vidéo
- The Bill Dickens Collection (DVD), Warner Bros. Publications, 2003